# Östergötlands län
Östergötlands län (provincie Östergötland) is een provincie in het zuidoosten van Zweden. Ze ligt aan de Oostzee en grenst aan de provincies Kalmar län, Jönköpings län, Västra Götalands län, Örebro län en Södermanlands län. De hoofdstad is Linköping.
De oppervlakte van de provincie bedraagt 10.562 km², wat 2,6% van de totale oppervlakte van Zweden is. In 2021 telde Östergötlands län 469.107 inwoners.

## Gemeenten
In Östergötlands län liggen de volgende gemeenten:
| - Åtvidaberg - Boxholm - Finspång - Kinda - Linköping - Mjölby - Motala | - Norrköping - Ödeshög - Söderköping - Vadstena - Valdemarsvik - Ydre |

## Bestuur
Östergötlands län heeft, zoals alle Zweedse provincies, een meerduidig bestuur. Binnen de provincie vertegenwoordigt de landshövding de landelijke overheid. Deze heeft een eigen ambtelijk apparaat, de länsstyrelse. Daarnaast bestaat de landsting, dat feitelijk een eigen orgaan is naast het län, en dat een democratisch bestuur, de landstingsfullmäktige, heeft dat om de vier jaar wordt gekozen.

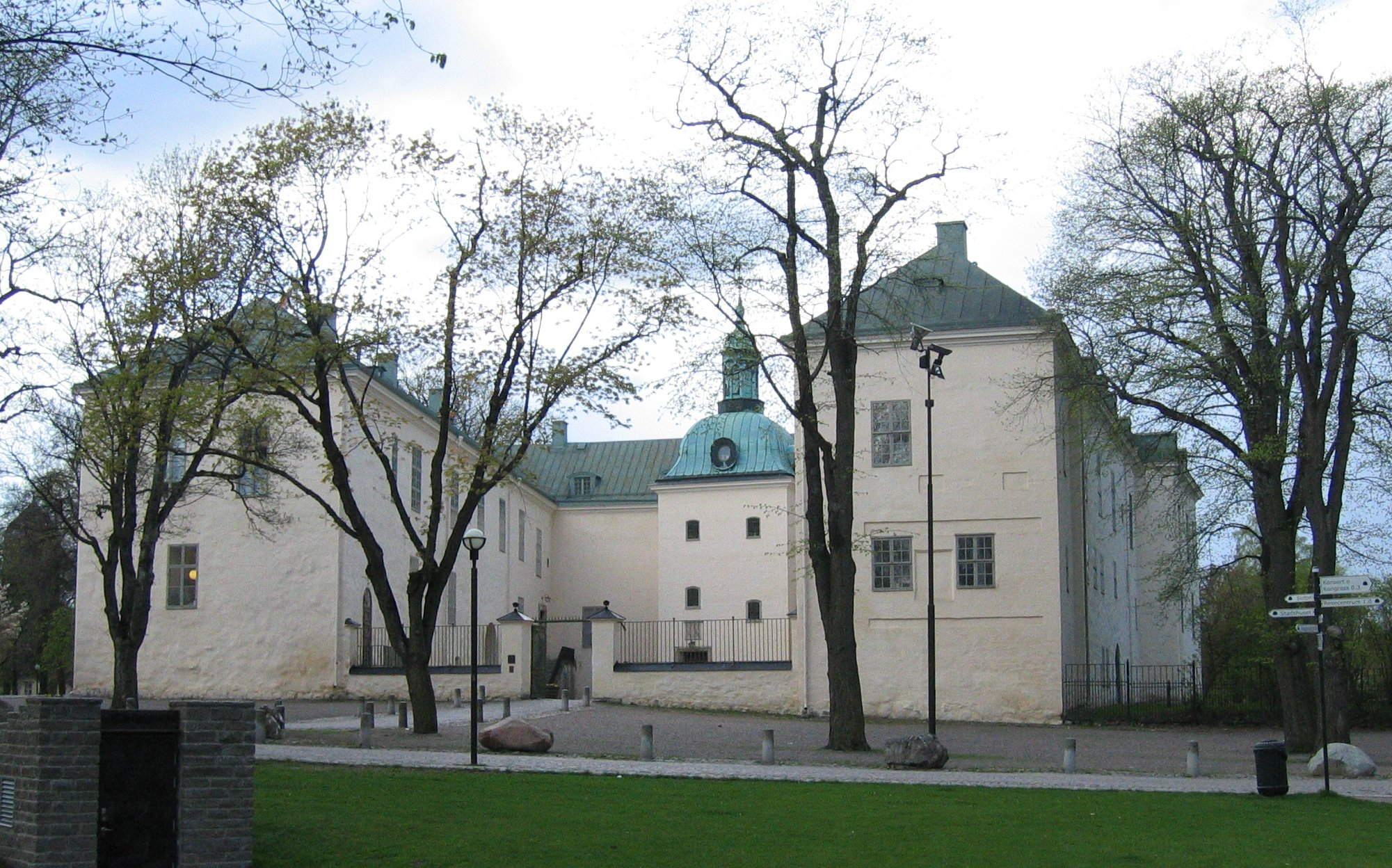
Het Slot in Linköping, de residentie van de landshövding in Östergötlands län

### Landshövding
De vertegenwoordiger van de rijksoverheid in Östergötlands län is sinds 2018 Carl Fredrik Graf, een politicus van Moderaterna.

### Landsting
De Landsting, formeel Östergötlands läns landsting, wordt bestuurd door de landstingsfullmäktige. Sinds 1982 bestaat deze uit 101 leden. Uit hun midden kiezen de leden een dagelijks bestuur, de landstingstyrelsen. Östergötland heeft een coalitie bestaande uit vier partijen: Arbeiderspartij, Centrumpartij, Liberalen en Christendemocraten. In het dagelijks bestuur heeft de coalitie 8 leden en de oppositie 3 leden.
Bij de laatste verkiezingen, in 2018, was de zetelverdeling in de regionfullmäktige:
- Vänster (V): 8 zetels
- Arbeiderspartij (S): 31 zetels
- Groenen (MP): 4 zetels
- Sverigedemokraterna (SD): 13 zetels
- Centrum (C): 8 zetels
- Liberalerna (L): 6 zetels
- Christendemocraten (KD): 8 zetels
- Moderaterna (M): 23 zetels